# Giovanni de Riu
Giovanni de Riu (Macomer, 10 maart 1925 - 11 december 2008) is een voormalig Formule 1-coureur uit Italië. Hij reed 1 Grand Prix, de Grand Prix van Italië van 1954 voor het team Maserati.